# Marquée par le destin
Pour plus de détails, voir Fiche technique et Distribution.
Marquée par le destin (Ti ho sempre amato!) est un mélodrame italien réalisé par Mario Costa et sorti en 1953.

## Synopsis
Un propriétaire terrien est amoureux d'une jolie fille, mais se fait piéger par une autre femme, plus riche, qui veut en fait sa fortune. Elle parvient temporairement à séparer les deux jeunes gens, mais l'homme fait comprendre à sa fiancée que son amour est vrai. Il réalise qu'il a été victime d'une tromperie et se rendra à l'autel avec la femme qu'il a toujours aimée.

## Fiche technique
- Titre français : Marquée par le destin[1]
- Titre original italien : Ti ho sempre amato![2]
- Réalisateur : Mario Costa
- Scénario : Alberto Albani Barbieri (it), Leo Benvenuti, Alessandro Ferraù (it), Giuseppe Mangione
- Photographie : Tonino Delli Colli
- Montage : Otello Colangeli
- Musique : Carlo Rustichelli, dirigé par Franco Ferrara
- Décors : Virgilio Marchi (it)
- Costumes : Elio Costanzi, Marilù Carteny
- Maquillage : Andrea Riva
- Production : Carlo Salsano, Angelo Rizzoli, Guido Giambartolomei (it)
- Sociétés de production : Rizzoli Film, Royal Film
- Sociétés de distribution : Dear Films (Italie)
- Pays de production :  Italie
- Langue originale : italien
- Format : Noir et blanc - 1,37:1 - Son mono - 35 mm
- Durée : 100 minutes
- Genre : Mélodrame
- Dates de sortie :
  - Italie : 9 décembre 1953
  - France : 17 mai 1956[1]

## Distribution
- Amedeo Nazzari : Massimo Alberti
- Myriam Bru : Maria
- Jacques Sernas : Carlo Manfredini
- Adriano Rimoldi : Giorgio
- Tamara Lees : Clara
- Marisa Merlini : Lucia
- Aldo Silvani : Luigi Alberti

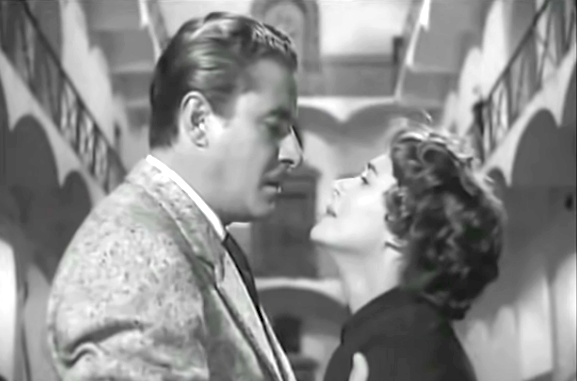
Amedeo Nazzari et Myriam Bru dans le film.

- Celeste Almieri Calza : Margherita Manfredini
- Margherita Bagni : Sœur Margherita
- Cesare Bettarini : don Antonio
- Aldo Bufi Landi : Mario
- Miranda Campa : Anna
- Vera Carmi : Sœur Anna.
- Annette Ciarli : tante Adelaide
- Rina Franchetti : Assunta
- Aldo Giuffré : Felice
- Lia Reiner : Luisa

## Production
Le film, que l'on peut rattacher au genre du drame sentimental larmoyant, communément appelé melodramma strappalacrime, très populaire auprès du public italien de ces années-là, a été tourné en extérieur dans les villes de Bracciano et Trevignano Romano.
Inscrit au registre des films de la S.I.A.E. (Société italienne des auteurs et éditeurs) sous le no 1335, il est présenté à la Commission de révision des films, présidée par Teodoro Bubbio, le 19 novembre 1953 et reçoit l'approbation de la censure no 15464 le 30 novembre 1953, avec une longueur vérifiée de 2 685 mètres.